# Anna Langfus

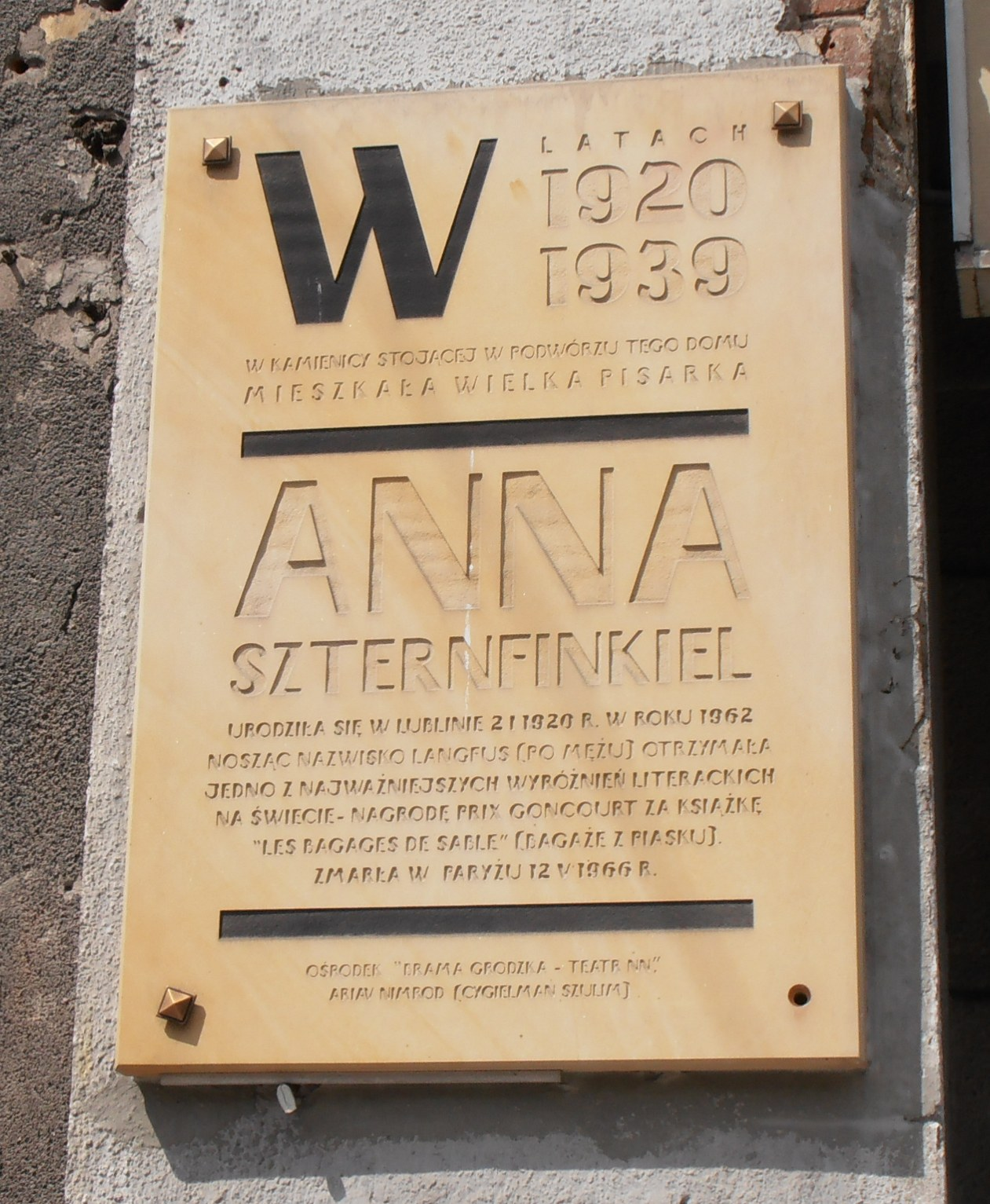
Tablica pamiątkowa w Lublinie

Anna Langfus z domu Szternfinkiel primo voto Rajs (ur. 2 stycznia 1920 w Lublinie, zm. 12 maja 1966 w Paryżu) – francuska pisarka, z pochodzenia polska Żydówka, laureatka Nagrody Goncourtów w 1962 roku.

## Życiorys
Urodziła się w średniozamożnej rodzinie kupieckiej. Jej ojciec, Mosze Szternfinkiel, był pośrednikiem w handlu zbożem, a jej matka – Maria z domu Wajnberg, była współwłaścicielką kamienicy przy ulicy Lubartowskiej 18 (obecnie 24) w Lublinie. Była jedynaczką.
W latach 1929–1937 uczęszczała do Gimnazjum im. Unii Lubelskiej w Lublinie, gdzie uzyskała maturę. Jej koleżanką z klasy była Krystyna Modrzewska. Debiutowała pisarsko w czasach szkolnych na łamach pisma                      „Filomata”.
9 października 1938 roku wyszła za mąż za Jakuba Rajsa. Niedługo po ślubie wyjechała z nim do Verviers, gdzie oboje podjęli studia na tamtejszej politechnice. Była wówczas jedyną kobietą na roku. Po ukończeniu pierwszego roku studiów wyjechali na wakacje do Lublina, gdzie zastał ich wybuch II wojny światowej.
Początkowo Rajsowie mieszkali wraz z rodzicami Anny w mieszkaniu przy ulicy Lubartowskiej. Jej mąż podjął pracę w Judenracie, początkowo w inspekcji budowlanej, a następnie jako łącznik z obozem pracy przy ulicy Lipowej. Pod koniec marca 1941 roku zostali przesiedleni do getta lubelskiego, gdzie zamieszkali przy ulicy Cyruliczej 1. Ich sąsiadami w getcie byli rodzice Rajsa oraz rodzina jej przyszłego drugiego męża – Arona Langfusa.  
W nieznanych okolicznościach rodzina przeniosła się następnie do getta warszawskiego. Jej ojciec pozostał w getcie lubelskim, gdzie zginął. Wiosną 1942 roku Anna podjęła pracę przy obróbce skóry, chorowała również na tyfus. Podczas pobytu w Warszawie Anna swobodnie poruszała się po mieście, udając czasem Francuzkę, według własnych relacji pełniła funkcję łączniczki Armii Krajowej. W zimie na przełomie 1942 i 1943 roku została aresztowana przez Gestapo we Lwowie, została jednak uwolniona dzięki interwencji włoskiego oficera Romildo Catufa. 
Jej matka zginęła w getcie podczas powstania. Po upadku powstania w getcie warszawskim wraz z mężem przebywała w kryjówce urządzonej w piwnicy niedaleko fortu Buraków, następnie szukali schronienia w lasach na północ od Warszawy. 29 listopada 1944 roku zostali aresztowani przez Niemców w Legionowie i osadzeni w areszcie w Nowym Dworze Mazowieckim. 27 grudnia 1944 roku rozstrzelany został jej mąż. Nie odkryto jej rzeczywistej tożsamości i pod nazwiskiem Maria Leokadia Janczewska została odesłana do więzienia w Płońsku, gdzie przebywała do zajęcia miasta przez Armię Czerwoną 19 stycznia 1945 roku. Następnie pieszo udała się do Lublina. 
W Lublinie mieszkała najprawdopodobniej w kamienicy przy ulicy Browarnej 2. W czerwcu 1945 roku podjęła naukę w Studiu Dramatycznym prowadzonym przez Karola Borowskiego i Eleonorę Frenkel-Ossowską. Odnowiła znajomość z Aronem Langfusem, któremu powierzyła sprawy majątkowe dotyczące sprzedaży kamienic należących do jej rodziny. Sama zdecydowała się na wyjazd do Francji. 
W maju 1946 roku przybyła do Paryża, przez pierwszy rok mieszkała u krewnego matki w Wersalu. Pracowała jako wychowawczyni i nauczycielka matematyki w sierocińcu dla dzieci żydowskich w Rueil-Malmaison. W grudniu 1946 roku do Paryża przyjechał Aron Langfus, z którym od sierpnia 1947 roku mieszkała. W styczniu 1948 roku wzięli ślub cywilny w Montreuil, a w maju tego samego roku urodziła się ich córka Maria. Następnie zamieszkali w wynajętej kawalerce w Pantin. W latach 1950–1951 uczęszczała na kurs sztuki dramatycznej, zainteresowała się wówczas dramatopisarstwem.  
W 1956 wystawiony został pierwszy spektakl jej autorstwa napisany po francusku, Les Lépreux (Trędowaci), gdzie opisuje aresztowania Żydów polskich w 1941 roku. Okazał się on zbyt okrutny dla publiczności. Langfus skupiła się zatem na prozie i wydała w 1960 roku powieść autobiograficzną Le sel et le soufre (Sól i siarka), jedno z pierwszych tego rodzaju dzieł poruszających temat Zagłady Żydów. W 1961 roku książka została wyróżniona szwajcarską nagrodą Charlesa Veillona. Publikowała także w prasie krótkie opowiadania. Współpracowała z czasopismem „L’Arche”, w którym od 1961 roku prowadziła dział recenzji filmowych i teatralnych. Jej druga powieść, Les bagages de sable (Bagaże z piasku), otrzymała nagrodę Goncourtów w 1962. Jednym z motywów jej twórczości było powracające pytanie dotyczącego tego, co można powiedzieć na temat Auschwitz i jak to robić. 
Od 1961 roku mieszkała w Sarcelles, gdzie zajęła się animowaniem życia kulturalnego. W listopadzie 1963 roku odwiedziła Izrael. W 1965 roku ukazała się jej trzecia powieść – Saute, Barbara, na podstawie której w 1970 roku zrealizowano film Pour un sourire. W kwietniu 1966 roku po raz ostatni pojawiła się publicznie, biorąc udział w uroczystości upamiętnienia powstania w getcie warszawskim. 
Zmarła nagle na atak serca w szpitalu w Gonesse. Została pochowana na cmentarzu komunalnym w Bagneux. 

## Upamiętnienie
W 1969 roku jej imię nadano bibliotece w Sarcelles. 3 stycznia 2008 roku z inicjatywy Ośrodka Brama Grodzka – Teatr NN na ścianie kamienicy przy ulicy Lubartowskiej 24 w Lublinie została odsłonięta tablica poświęcona Annie Langfus o treści:
W latach 1920–1939 w kamienicy stojącej w podwórzu tego domu mieszkała wielka pisarka Anna Sternfinkiel. Urodziła się w Lublinie 2.01.1920. W 1962 roku nosząc nazwisko Langfus (po mężu) otrzymała jedno z najważniejszych wyróżnień literackich na świecie – nagrodę Prix Goncourt za książkę „Les Bagages de sable”. Zmarła w Paryżu 12.05.1966 roku.
Tablica pamiątkowa jej poświęcona znajduje się także na budynku Wydziału Pedagogiki i Psychologii Uniwersytetu Marii Curie-Skłodowskiej.
Dedykowano jej drugi odcinek Erraty do biografii, serialu o polskich literatach aktywnych po II wojnie światowej.

## Twórczość
- Le sel et le soufre (Sól i siarka, 1960, autobiograficzna)
  - Skazana na życie, przeł. Hanna Abramowicz, wstęp: Julia Hartwig, posłowie: Jean-Yves Potel, Warszawa 2008, Prószyński i S-ka, ISBN 978-83-7469-663-0
- Les bagages de sable(inne języki) (Bagaże z piasku, 1962) – Nagroda Goncourtów
- Saute, Barbara (Skacz, Barbaro, 1965)